# IC 4219
IC 4219 — галактика типу SBb (компактна витягнута галактика) у сузір'ї Центавр.
Цей об'єкт міститься в оригінальній редакції індексного каталогу.